# GRB 050904

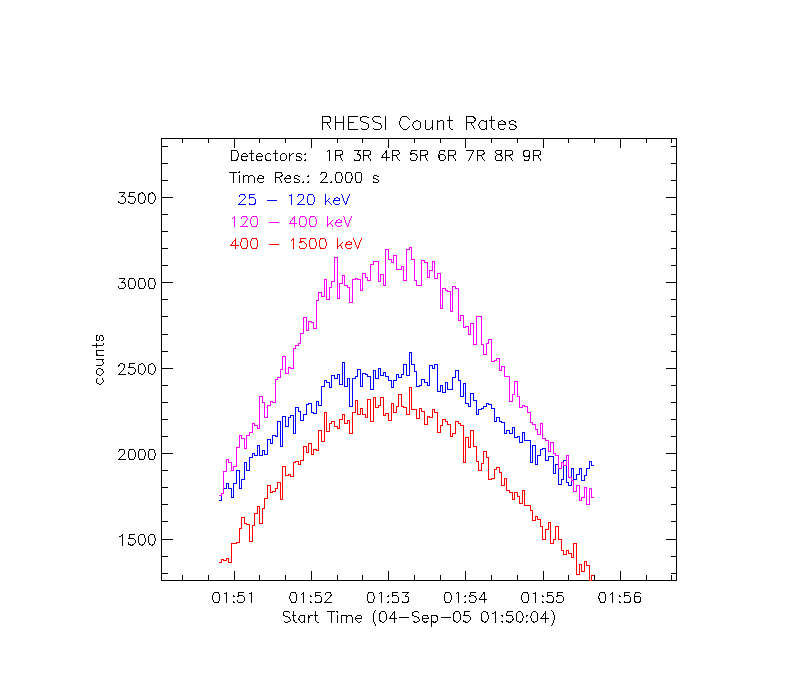
GRB 050904 gemeten door RHESSI

GRB 050904 was in 2005 een van de verste gebeurtenissen die ooit zijn waargenomen. Deze gammaflits (GRB, naar het Engelse Gamma Ray Burst) vond plaats in het sterrenbeeld Vissen. De heldere gammaflits, die ongeveer 200 seconden duurde, werd op 4 september 2005 om um 01:51:44 UTC waargenomen door de Swift Gamma-Ray Burst Satellite. De gammaflits heeft een roodverschuiving van 6,295. Zo'n hoge roodverschuiving betekent dat de uitbarsting bijna 13 miljard jaar geleden plaatsvond. Dat betekent dat de gammaflits explodeerde toen het heelal nog een heel jong was (890 miljoen jaar oud), ongeveer 6% van zijn huidige leeftijd. Het verste sterrenstelsel en de verste quasar die ooit zijn waargenomen, hadden in 2005 een roodverschuiving van respectievelijk 6,96 en 6,43.

Drie verschillende groepen onderzoekers, onder leiding van Giancarlo Cusumano, Joshua Haislip en Nobuyuki Kawai, hebben het verschijnsel onderzocht en hun resultaten op 9 maart 2006 in het tijdschrift Nature gepresenteerd.

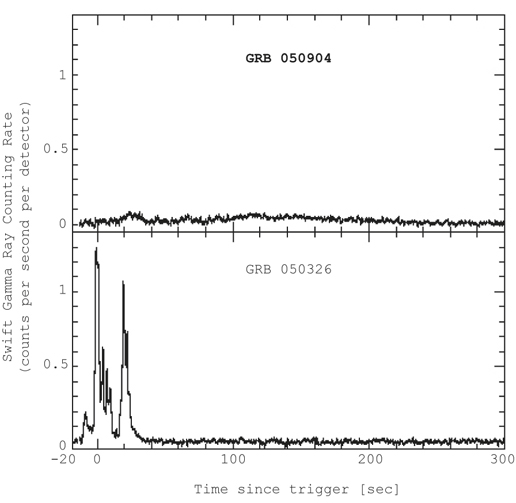
GRB 050904 gemeten door SWIFT